# Mesoperlina ochracea
Mesoperlina ochracea är en bäcksländeart som beskrevs av František Klapálek 1921. Mesoperlina ochracea ingår i släktet Mesoperlina och familjen rovbäcksländor. Inga underarter finns listade i Catalogue of Life.